# Галии
Галии (др.-греч. Ἁλιαί) — древний город, расположенный в Арголиде, восточной части Пелопоннеса, недалеко от Гермионы (Эрмиони). Руины города находятся напротив современной деревни Портохелиона. Проводить раскопки здесь начал проф. Майкл Джеймсон.

## История
Время основания города неизвестно, однако предположительно уже в VII в. до н. э. здесь был создан акрополь. В 470-х гг. до н. э. на это место приходят беженцы из Тиринфа, родной город которых захватил Анерист, сын Сперхия. В результате последствий завоевательного похода жители ушли из полиса и обосновались в приморском городе Галиях. В дальнейшем афиняне неоднократно пытались контролировать этот порт, что в очередной раз произошло в 459 г. до н. э., однако военный афинский отряд был разбит объединенными силами коринфян, эпидаврийцев, сикионцев, продемонстрировавших таким образом свой интерес к Арголиде.

## Пелопоннесская война
Во время Пелопоннесской войны Перикл, стремившийся захватить Эпидавр, по всей видимости, стремился закрепиться и в Галиях. В 424/423 гг. восточное побережье Пелопоннеса оказалось все-таки завоеванным, а город с гаванью в конечном итоге заброшен.